# Patricia Janečková
Patricia Janečková (Münchberg, 18 giugno 1998 – Ostrava, 1º ottobre 2023) è stata un soprano slovacco, nata in Germania.
Fu la vincitrice del programma televisivo ceco-slovacco Talentmania nel novembre 2010 col brano di Andrea Bocelli "Con te partirò" (Time to say goodbye), e divenne famosa grazie alla trasmissione della televisione CNN poco dopo aver vinto.

## Biografia
Il 24 giugno 2023 a Ostrava viene celebrato il suo matrimonio con Vlastimil Burda.

### Primi anni
Patricia nacque a Münchberg, in Germania, da genitori slovacchi. Poco dopo la sua famiglia si trasferì a Ostrava nella Repubblica Ceca. Iniziò a cantare all'età di quattro anni. Dopo essersi diplomata alla scuola elementare, studiò presso l'Accademia di musica e arti dello spettacolo Janáček.

### Carriera professionale
La sua prima esibizione pubblica fu al Teatro Antonín Dvořák, dove cantò per la prima volta con l'Orchestra Filarmonica Janáček. Successivamente vinse lo show televisivo Talentmania, per poi pubblicare il suo album di debutto. Nel 2014 si aggiudicò il Concorso Internazionale di Canto al Concorso Internazionale di Musica Sacra di Roma.
Nel 2015 ottenne una standing ovation nell'interpretazione di C'era una volta il West al Rudolfinum di Praga. Continuò a esibirsi in pubblico, studiando al contempo con la soprano ceca Eva Dřízgová-Jirušová.
Nel 2017 fu Galatea in Aci e Galatea con il Collegium Marianum nell'ambito del Festival Musicale Janáček.

### Malattia e morte
Il 10 febbraio 2022 annunciò sulla sua pagina Instagram che le era stato diagnosticato un cancro al seno e che avrebbe preso una pausa dalla carriera per un periodo di tempo indeterminato. Dopo la chemioterapia e l'operazione Janečková fece sapere di essere tornata sui palchi. Morì per una recidiva tumorale il 1º ottobre 2023, a soli 25 anni.